# Alfred Leblanc

Alfred Leblanc (✰ Paris, 13 de abril de 1869;  ✝ Paris, 22 de novembro de 1921) foi um pioneiro da aviação francês.

## Histórico

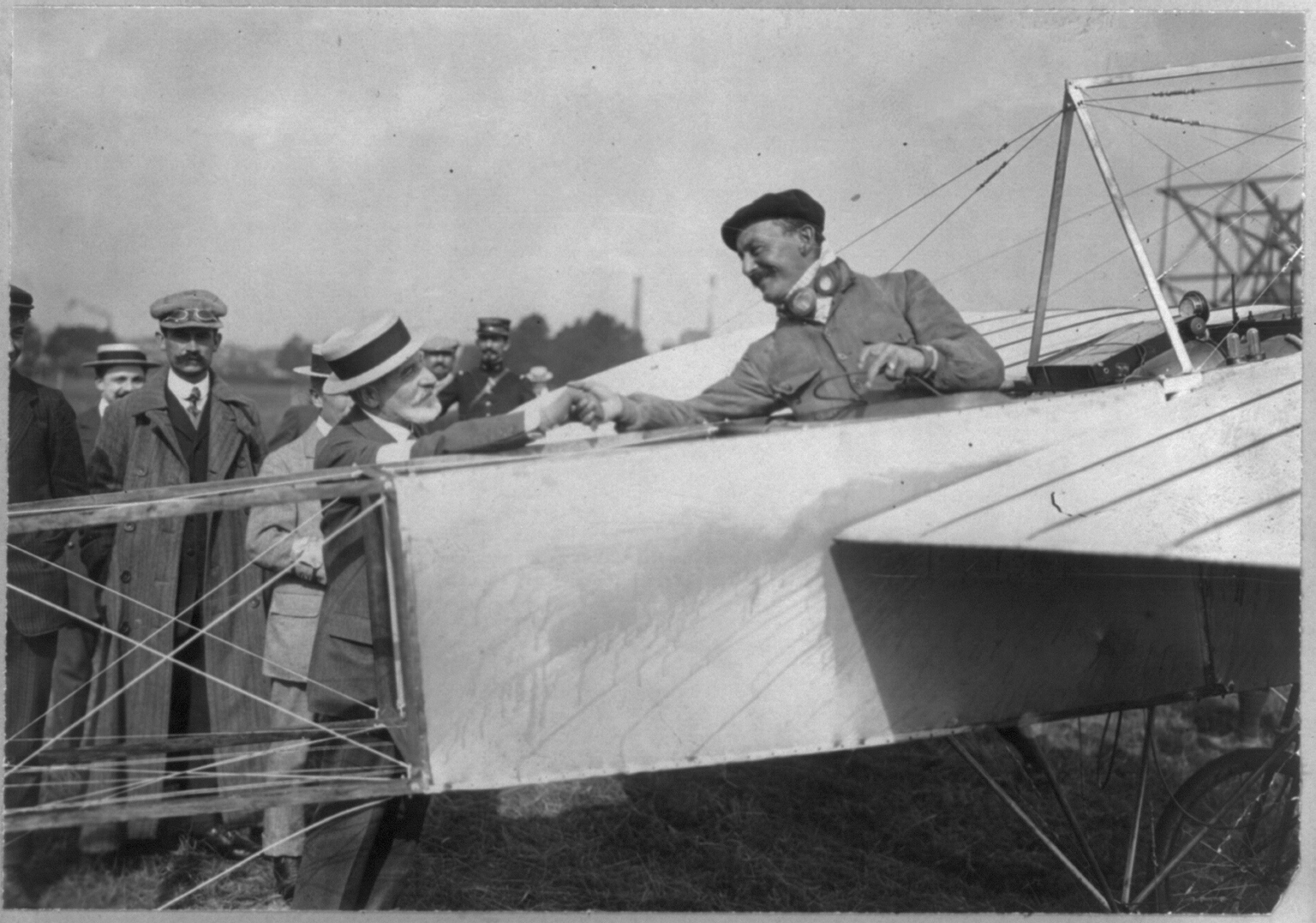
Alfred LeBlanc ainda no avião sendo saudado por Henri Deutsch de la Muerthe em Nancy depois do "Circuit de l'Est d'Aviation".

Em 1888 ele se tornou diretor técnico da metalúrgica Victor Bidault. Como esportista, participou da mais antiga associação de ginástica em Paris, tendo desenvolvido interesse pelo esporte de balonismo, rapidamente se tornou um competidor bem sucedido nas corridas organizadas pelo Aéro-Club de France.
Mais tarde ele se associou a Louis Blériot e foi o responsável pela logística do histórico voo de Blériot cruzando o Canal da Mancha em 25 de julho de 1909. Depois disso, ele se tornou a primeira pessoa a comprar uma cópia do avião de Blériot, e também o primeiro aluno da escola de pilotagem criada pelo mesmo Blériot, tornando-se a segunda pessoa a ser licenciado como piloto através de uma prova de voo (as primeiras licenças eram dadas a aviadores proeminentes sem nenhum teste formal). Leblanc se tornou mais tarde, um dos instrutores chefes, e também efetuou voos de teste dos novos aviões produzidos por Blériot.
Ele ficou em segundo na Copa Gordon Bennett para balões de 1909.
Em 1910, voando um Blériot XI com motor Gnome, LeBlanc venceu o Circuit de l'Est, percorrendo os 805 km em 12 horas 1 minuto e 1 segundo, a uma velocidade média de 66,99 km/h.
Em novembro ele representou a França na Copa Gordon Bennett de corrida para aviões, ocorrida em Nova Iorque, mas errou uma curva na sua última volta e caiu, não fosse isso, ele teria vencido a corrida, cujo ganhador acabou sendo Claude Grahame-White, também pilotando um Blériot.
Durante a Primeira Guerra Mundial, ele assumiu o cargo de gerente geral da fábrica Blériot em Suresnes. Em 1919 ele assumiu o cargo de gerente da Compagnie des Messageries Aériennes, uma companhia aérea criada pelos maiores fabricantes de aviões franceses com o objetivo de criar um mercado de aviação civil, e foi também colocado no comando da Societe des Stocks, criada para dar uso ao grande número de aviões e motores que ficaram estocados depois do término da Guerra.
Alfred Leblanc morreu em 22 de novembro de 1921.

## Recordes
- 1910 - primeiro piloto a obter a licença de piloto através de um exame oficial.[7]
- 1910 - Bateu o recorde mundial da distância de 100 km na segunda Semaine d’aviation en Champagne de 1910.
- 1910 - Estabeleceu o recorde mundial de velocidade em voo para o circuito de uma milha (1,6 km).[8]